# Andrachydes transandinus
Andrachydes transandinus är en skalbaggsart som först beskrevs av Friedrich F. Tippmann 1953.  Andrachydes transandinus ingår i släktet Andrachydes och familjen långhorningar. Inga underarter finns listade i Catalogue of Life.